# Nuevo sol
Nuevo sol (S./ - Nuevo sol peruano) är den valuta som används i Peru i Sydamerika. Valutakoden är PEN. 1 nuevo sol = 100 centimos.
Namnet sol är en direkt arvtagare till Inkariket, Inkasgud Solen och soltempel; solen på svenska.

## Historia
Valutan infördes 1991 och ersatte den tidigare inti som infördes 1985 som i sin tur ersatte sol som gällde fram till 1985. Vid det senaste bytet var omvandlingen 1 nuevo sol = 1 000 000 intis.

## Användning
Valutan ges ut av Banco Central de Reserva del Perú - BCRP som grundades 1871 och har huvudkontoret i Lima.

## Valörer
- mynt: 1, 2 och 5 Nuevos sole
- underenhet: 1, 5, 10, 20 och 50 céntimos
- sedlar: 10, 20, 50, 100 och 200 PEN